# سن مارتین (کالیفرنیا)
سن مارتین (به انگلیسی: San Martin) یک منطقهٔ مسکونی در ایالات متحده آمریکا است که در شهرستان سانتا کلارا، کالیفرنیا واقع شده‌است. سن مارتین ۳۰٫۰۳۵ کیلومتر مربع مساحت و ۷٬۰۲۷ نفر جمعیت دارد و ۸۸ متر بالاتر از سطح دریا واقع شده‌است.